# 万堤古墓
万堤古墓，位于中国河北省邯郸市万堤农场，为邯郸市大名县的一个省级文物保护单位，类型为古墓葬，公布时间为1982年7月23日。
万堤古墓的历史年代为唐代。